# Viktoria und ihr Husar (1954)
Viktoria und ihr Husar ist eine deutsche Operettenverfilmung nach der gleichnamigen Vorlage Paul Abrahams. Unter der Regie von Rudolf Schündler spielen Eva Bartok und Friedrich Schönfelder, der für diesen Film das Pseudonym „Frank Felder“ benutzte, die Hauptrollen.

## Handlung
Paul Abrahams Operettenklassiker wird in die Moderne verlegt, das k.u.k.-Ungarn von einst wird hier von den Kommunisten beherrscht und drangsaliert. Aus diesem Grund sind die hier auftretenden ungarischen Protagonisten in den Westen geflohen. Die feurige Viktoria, ein ungarischer Operettenstar, hat Weltkarriere gemacht und kehrt gerade vom Broadway zurück nach Europa. Als sie in Hamburg eintrifft, trifft sie bei dem von ihrem alten exilungarischen Freund Bela Tibor ausgerichteten, rauschenden Pusztafest einen alten Bekannten wieder, den einstigen Honvéd-Soldaten Sandor Koltay. Der fesche Husar war vor vielen Jahren ihre große Liebe gewesen, ehe man sich infolge eines überflüssigen Eklats – sie war vor 1945 ein einfaches Bauern- und Küchenmädchen gewesen, und er, der Rittmeister, wollte aus Standesdünkel ihr nicht versprechen, sie zu heiraten – aus den Augen verloren hatte.
Nun haben sich die Verhältnisse verkehrt: Sandor liebt Viktoria zwar immer noch, aber er glaubt nun, als Dirigent und Sänger einer wenig gebuchten Musikkapelle, ihr, dem großen Theaterstar, nicht mehr ebenbürtig zu sein. Der stolze Sandor bleibt, diesmal aus gänzlich anderen Gründen, dabei, Viktoria nicht um die Hand zu bitten; erst will er beruflich es zu etwas gebracht haben. Beider Freunde wie etwa der hippelige Janczi wollen daher den beiden „Königskindern“, die nicht zusammenkommen können, ein wenig auf die Sprünge helfen, sodass sie doch noch ein Paar werden. Gesagt – getan. Als Sandor noch einmal seine Kapelle dirigiert, tritt plötzlich Viktoria vor. Barfüßig und mit Salz in den Händen – dem ungarischen Symbol ewiger Liebe – kommt sie ihrem Galan entgegen. Als Viktoria und ihr Husar feiern die beiden Exil-Ungarn einen großen Erfolg in der gleichnamigen Broadway-Revue.

## Produktionsnotizen
Viktoria und ihr Husar entstand im Juni/Juli 1954 in Hamburg-Wandsbek (Studioaufnahmen) sowie mit Außenaufnahmen in Hamburg, New York (Broadway) und Zürich-Kloten. Die Uraufführung erfolgte am 3. September 1954 im Düsseldorfer Residenz-Theater, die Berliner Premiere war 13 Tage später.
Produzent Carl Heinz Járosy, dessen letzter Film dies war, und Frank Clifford übernahmen die Produktionsleitung. Felix Smetana gestaltete die Filmbauten, F.-Dieter Bartels assistierte ihm. Vera Otto war für die Kostüme zuständig. Mischa Spoliansky übernahm die musikalische Bearbeitung. Wolfgang Glück war Regieassistent. Werner Pohl und Hans Ebel kümmerten sich um den Ton. Herbert Freund um die Choreographie. Fred Louis Lerch war Aufnahmeleiter.

## Kritiken
Der Spiegel schrieb: “Paul Abrahams Operette wird "aktualisiert" – auch die Enteignung der ungarischen Güter spielt hinein – und um den letzten Charme im sonst wohlerhaltenen Schwachsinn gebracht. Als Küchentrampel, Husarenbraut und Broadway-Diva von gleicher Puppenstarre: Eva Bartok.”
Im Lexikon des Internationalen Films heißt es: „Seichte Traumfabrikkost mit deutlichen Schwächen in der musikalischen Bearbeitung.“